# Felix von Afrika

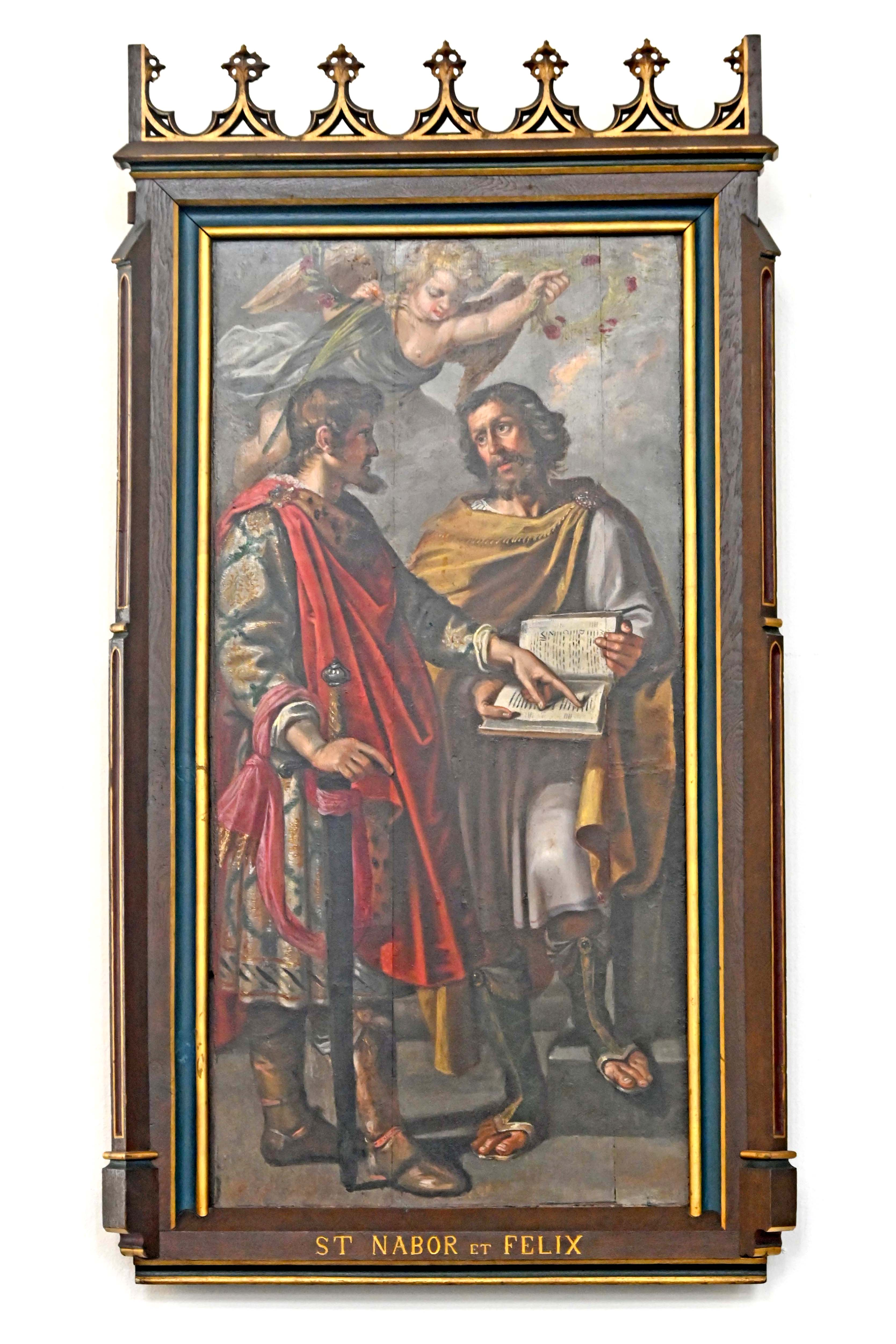
St. Clemens (Drolshagen), St. Felix und St. Nabor (1617)

Felix von Afrika (auch Felix von Lodi und Felix von Mailand; † um 304 in Lodi bei Mailand) ist ein christlicher Märtyrer und katholischer Heiliger.

## Vita
Felix stammt der Überlieferung zufolge aus der Provinz Africa, daher sein Beiname. Er war ein Legionär im Heer des Maximian. Der Legende nach erlitt Felix im Jahr 304 in Lodi in der Lombardei – zusammen mit Nabor – den Märtyrertod, daher das Epitheton „Felix von Lodi“. 
Andere sehen Felix als Gefährten des hl. Cucuphas, mit dem zusammen er in der Region um Barcelona missioniert habe.

## Verehrung
Ein frühes Zeugnis dafür, dass die Christen in und um Mailand Felix als Märtyrer verehrten, ist die feierliche translatio seiner Reliquien durch den Mailänder Bischof Ambrosius. Ambrosius ließ die Reliquien von Felix und Nabor im Jahr 386 in der ihnen zu Ehren errichteten Basilika Santi Nabore e Felice in Mailand beisetzen (diese Basilika wurde nach 1249 durch die heutige Chiesa di San Francesco Grande ersetzt). So ergab sich eine weitere Benennung des Heiligen: „Felix von Mailand“.
Der Gedenktag von Nabor und Felix ist der 12. Juli. Er gilt, wie Nabor, als Schutzpatron der Kinder, die schwer gehen lernen. Außerdem wird er bei Kinderkrankheiten und Ohrenleiden angerufen.
Felix von Afrika ist außerdem der Schutzpatron und Namensgeber der katalanischen Stadt Sant Feliu de Guíxols, wo er alleine verehrt wird.